# Doña Chepa

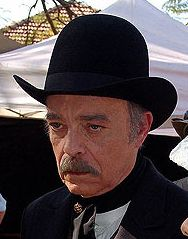
Rubens de Falco interpretó el papel de Hietor Camargo.

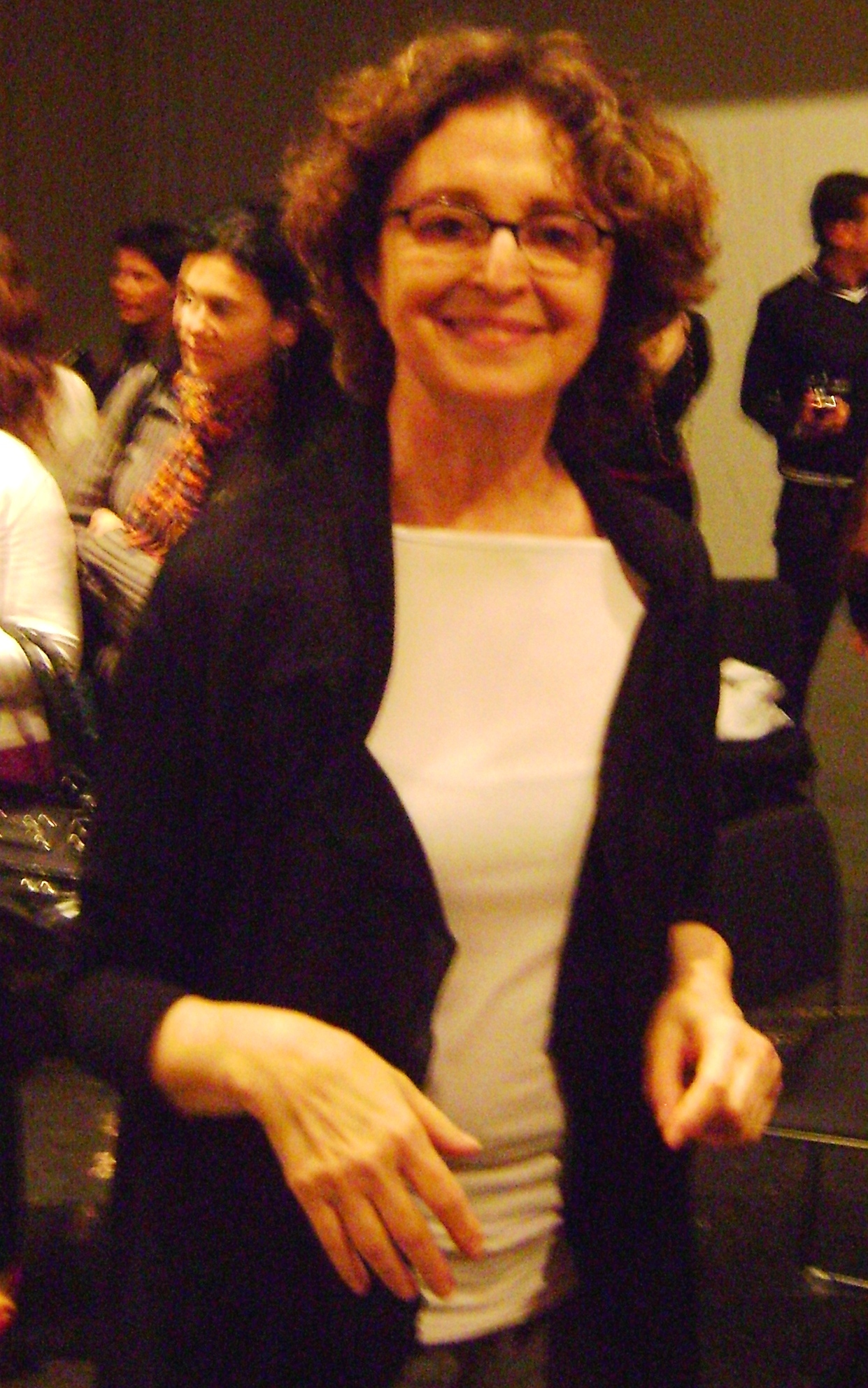
Ana Lucía Torre interpretó el papel de Glorita Camargo.

Doña Chepa es una telenovela de Brasil producida por la TV Globo y exhibida el 18 de mayo de 1977. Fue escrita por Gilberto Braga, basada en la obra teatral homónima de 1952, de Pedro Bloch. Dirigida por Herval Rossano. Tenía 132 capítulos en su versión original.

## Trama
Dona Chepa es una mujer sencilla que aun siendo casada y labora incluso los días festivos en São Paulo. Todo el dinero ganado en sus labores de venta de verduras y vegetales lo emplea en ayudar a sus hijos en sus estudios, y ellos son unos de ingratos que no valoran los sacrificios de su madre: su hijo desea ser escritor para pavonearse entre la aristocracia y su hija desea casarse con un hombre rico para resolver sus problemas económicos.

## Elenco
- Yara Côrtes - Dona Xepa  (Sandra robledoo )
- Nívea Maria - Rosália
- Cláudio Cavalcanti - Otávio Becker
- Rubens de Falco - Heitor Camargo
- Reinaldo Gonzaga - Edson
- Ida Gomes - Isabel Becker
- Ênio Santos - Henrique Becker
- Fátima Freire - Heloísa Becker
- Edwin Luisi - Daniel
- Dionísio Azevedo - Agenor
- Ângela Leal - Regina
- Ísis Koschdoski - Helena
- Ana Lúcia Torre - Glorita Camargo
- Antonio Patiño - Raul Pires Camargo
- João Paulo Adour - Ivan
- Patrícia Bueno - Gisa
- Fregolente - Saraiva
- Zeny Pereira - Corina
- Francisco Dantas - Alamiro
- Nardel Ramos - Ronaldo
- Agnes Fontoura - Arlete
- Nair Prestes - Camila
- Renato Pedrosa - Raimundo
- Neuza Borges - Rosemary
- Clementino Kelé - Uóston
- Marlene Figueiró - Joyce
- Vanda Costa - Creuza
- Beyla Genauer - Julinha
- Marina Miranda - Cleonice
- Castro Gonzaga - Joel
- Carvalhinho

## Canciones
- Pensando nela: Dom Beto (tema de Otávio)
- Opus dois: Antônio Carlos e Jocafi (tema de Helena e Edson)
- Pra que vou recordar o que chorei: Dafé (tema de Regina)
- Feira livre: Ataulfo Jr. (tema de Xepa)
- Dom de iluidr: Maria Creusa (tema de Rosália)
- Tema da vila: Orquestra Som Livre
- A xepa: Ruy Maurity (tema de abertura)
- TEUS Pela luz dos olhos teus: Miucha e Tom Jobim (tema de Daniel)
- Tudo menos amor: Martinho da Vila (tema de Rosália)
- Um caso meu: Rosemary
- Dona xepa: Elizeth Cardoso (tema de Xepa)
- Eu gosto de voce: Ricardo (tema de Heloísa)
- Tema do assoviador: Sá & Guarabira (tema de Henrique e Isabel)
- Chorei:  Márcia